# Shahak Shapira
Shahak Shapira (en hebreu: שחק שפירא, nascut l'1 d'abril de 1988 a Petach Tikva, Israel) és un activista, artista, escriptor, músic, còmic i satíric alemany.

## Biografia
Shapira va créixer a l'assentament israelià d'Oranit a Cisjordània. El pare hi regentava un centre d'esbarjo familiar, la seva mare era coreògrafa. L'avi matern de Shapira va ser l'únic supervivent de l'Holocaust de la seva família. El seu avi patern, Amitzur Schapira, va ser l'entrenador dels atletes d'atletisme israelians als Jocs Olímpics d'Estiu de 1972 i va morir mentre era pres com a ostatge per terroristes palestins del grup Setembre Negre a l'aeroport militar de Fürstenfeldbruck.
El 2002, als 14 anys, Shahak Shapira va emigrar a Alemanya amb la seva mare i el seu germà petit. La família es va establir a Laucha an der Unstrut, al sud de Saxònia-Anhalt. El petit poble on l'extrema dreta NPD va guanyar les eleccions locals el 2009 amb 13,55 % aconseguint el resultat més alt a tota Saxònia-Anhalt, i segons la descripció de Shapira un "bastió del NPD d'Alemanya de l'Est". L'any 2010, el germà petit de Shapira va ser escridassat "porc jueu" i un jove extremista de dreta el va colpejar. El tribunal de districte de Naumburg va condemnar el culpable a vuit mesos de presó.
Segons Shahak Shapira, es va graduar a l'escola secundària amb una nota mitjana d'1,9 a Saxònia-Anhalt i després va estudiar a la Miami Ad School de Berlín. Shapira viu a Berlín i treballa com a director creativa per a diversos clients. Sota el nom de Shap, actua com a DJ de música house en diversos clubs i també produeix ell mateix música electrònica.

## Obra artística
La nit de Cap d'Any del 2014, Shapira va ser atacat a Berlín per un grup d'homes antisemites d'origen àrab i posteriorment es va donar a conèixer en l'àmbit nacional. A causa d'aquest esdeveniment, va escriure el llibre autobiogràfic Das wird man ja wohl noch schreiben dürfen! (en català Que probablement encara se li permetrà escriure!), que el 21 El maig de 2016 va ser publicat per Rowohlt Verlag i va arribar al número 18 de la llista de més venuts de Spiegel a principis de 2017. Al seu llibre, Shapira va escriure sobre la seva infància a Israel i Saxònia-Anhalt, la història de la supervivència del seu avi matern a l'Holocaust i la presa d'ostatges del seu avi patern als Jocs Olímpics de Múnic.
Shapira va escriure articles per al setmanari Die Zeit, el lloc web de notícies Stern.de i la revista d'estil de vida Vice.
Shapira va guanyar l'atenció internacional el 2015 amb 90's Boiler Room, una paròdia de la famosa sèrie de festes Boiler Room. Els vídeos en streaming presentaven èxits pop dels anys 90 del Dr. Alban, Haddaway i els Backstreet Boys van destacar i van fer clic centenars de milers de vegades.
L'octubre de 2016, Shapira estava programat per ser entrevistat al programa Facetalk de Kiss FM. Unes hores abans del programa, es va assabentar que el raper ultradretà Julian Fritsch també havia de ser entrevistat al programa i va cancel·lar la seva participació. Aleshores, l'emissora li va oferir sortir a l'aire amb Fritsch alhora per enfrontar-s'hi. Shapira va estar d'acord, però l'emissora només el deixà intervenir abans i després de l'entrevista amb Fritsch. La indignació per l'incident desembocà llavors en una tempesta mediàtica. En un article de Vice, Shapira va criticar el programa per les seves accions. Les crítiques, a les quals s'han sumat nombrosos mitjans, anaven principalment dirigides al fet que el rap neonazi havia estat qüestionat sense crítiques i, per tant, havia rebut una plataforma per a les seves declaracions. Uns dies més tard, Fritsch li va oferir una entrevista a Shapira, obligant-lo a no ser preguntat per la prohibició de la negació de l'Holocaust. Shapira va declinar l'oferta en un article al setmanari Die Zeit.
A principis de 2017 Shahak Shapira va publicar el lloc web Yolocaust (un acrònim de YOLO i Holocaust), en el qual mostrava dotze selfies de persones estrangeres al Monument als jueus assassinats d'Europa, que havia fet unir a fotos dels camps d'extermini nazis. El projecte va rebre l'atenció mediàtica mundial i va desencadenar un debat sobre el memorial i la cultura de la memòria de l'Holocaust. L'autora jueva Mirna Funk va criticar el lloc web de Zeit Online com a engany. Després d'una setmana, Shapira va declarar el projecte complet després que les 12 persones es posessin en contacte amb ell i demanessin que s'eliminessin les imatges. Va eliminar totes les fotos del lloc web de Yolocaust i va publicar nombroses reaccions al projecte amb una declaració final. El vídeo del canal de notícies en línia AJ+ sobre Yolocaust s'ha vist 65 milions de vegades a Facebook.
L'agost de 2017, va plasmar tuits d'odi que el servei de microblogging Twitter no havia suprimit prèviament als graons davant de la seu de Twitter a Alemanya a l'estació de tren d'Hamburg-Altona. Uns dies després, Shapira va reconèixer la campanya amb un vídeo de YouTube anomenat "#HeyTwitter" i va informar que havia informat de més de 300 tuits en un període de sis mesos com a part d'un experiment. Després que Twitter només respongués a nou dels seus missatges amb una resposta negativa i deixés la resta sense resposta, Shapira va publicar 30 dels comentaris d'odi sense editar fora de l'oficina de l'empresa utilitzant aerosols de guix rentables. El projecte va atreure l'atenció mundial, i va inspirar als imitadors a protestar amb projeccions davant la seu de Twitter de San Francisco. A les entrevistes, Shapira va dir que el seu projecte no fomenta la censura, sinó que només és una crítica a l'aplicació laxa de Twitter de les seves pròpies polítiques. També va negar l'acusació de vandalisme al·legant que l'ús d'esprai de guix a la via pública és legal a Alemanya. El ministre de Justícia, Heiko Maas, es va unir a la discussió i va demanar a Twitter que faci més contra el discurs de l'odi. No hi va haver cap reacció de Twitter.
El dia 18 d'agost de 2017 es va publicar el segon llibre de Shapira: una paròdia de la Bíblia anomenada Holyge Bimbel, en la qual va traduir històries de l'Antic Testament i del Nou Testament a l'aleshores nou argot Vong. El llibre va encapçalar la llista de més venuts d'Amazon el dia que es va publicar. Una setmana després, el llibre va entrar a la llista de més venuts de Spiegel al número 10. En una entrevista, Shapira va justificar l'elecció de la Bíblia: “Volia una història tan ridícula com la llengua. Si hi ha un llibre que mereix ser escrit en Vong, és la Bíblia.
A partir del 2016, Shapira es va infiltrar en 31 grups no publics de Facebook simpatitzants la dreta populista Alternativa per Alemanya juntament amb membres del partit pel treball, l'estat de dret, la protecció dels animals, la promoció de les elits i la iniciativa de la democràcia de base. Va nomenar administradors i va prendre el control dels grups el setembre de 2017.
El 2017 va acceptar la ciutadania alemanya i, per tant, va haver de renunciar a la seva ciutadania israeliana.
A partir del dia 9 d'abril al 28 de maig de 2019, la primera temporada del seu programa Shapira Shapira es va emetre a ZDFneo i a partir del 29 d'octubre al 12 de desembre de 2019 la segona temporada. El programa es va cancel·lar després de dues temporades a causa de les baixes qualificacions.